# Lent de retransmissió
Les lents de retransmissió a la indústria de la televisió són lents que s'utilitzen per a la retransmissió als plató de televisió o al lloc/camp. Els principals fabricants de lents de retransmissió són Canon i la marca Fujinon de Fujifilm. Les lents d'emissió poden tenir forma de caixa, que són més pesades i s'utilitzen en un espai limitat o amb forma clàssica, més lleugeres i per a ús portàtil.

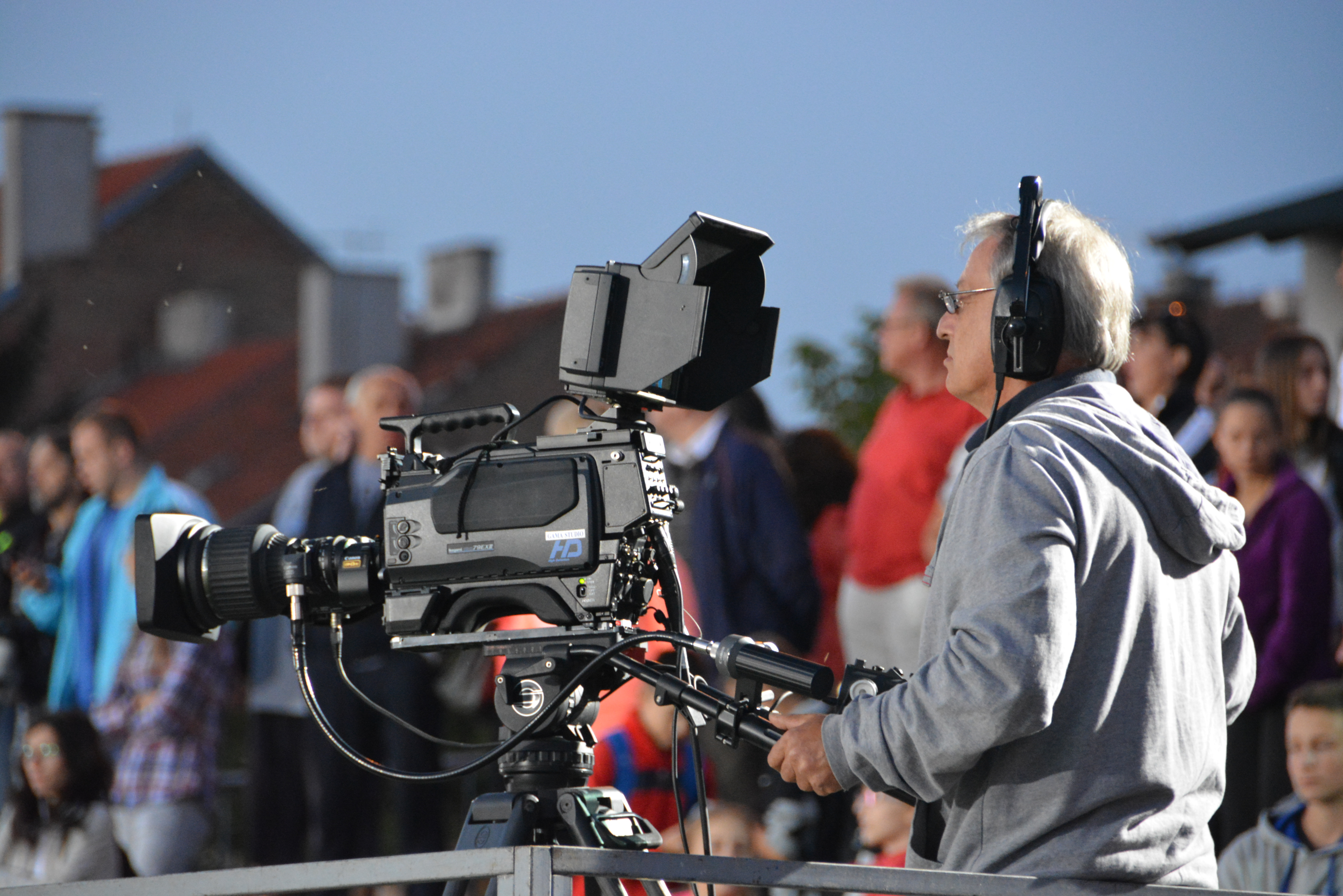
Operador de càmera operant una càmera amb objectiu de transmissió durant un esdeveniment esportiu.

## Tipus
Les lents es classifiquen generalment en tres tipus:
- Objectius de zoom d'estudi, utilitzats principalment a l'estudi de televisió.
- Objectius de zoom de camp, utilitzats per a la retransmissió d'esports i altres tipus d'esdeveniments en directe.
- Lents de recollida de notícies electròniques / Producció electrònica de camp (ENG/EFP), utilitzades per a la producció de notícies i esdeveniments in situ.[1]

## Característiques
Normalment, les lents de retransmissió tenen:
- Distàncies focals variables (18-35 mm)
- Zoom que manté l'enfocament a mesura que canvia la distància focal (lent parfocal)
- Lent asfèrica amb obertura ràpida i gran de la lent
- Control servomotor de zoom, enfocament i diafragma mitjançant control remot
- Estabilització d'imatge integrada
- Sistema de lents de zoom multigrup[2][3]

## Galeria d'imatges

Objectiu de difusió portàtil 8K . Fujifilm FUJINON HP12×7.6.